# Эманн, Марко
Марко Эманн (рум. и нем. Marco Ehmann; род. 3 августа 2000, Шпайхинген, Баден-Вюртемберг) — немецкий и румынский футболист, защитник мелецкой «Стали».

## Карьера

### Начало карьеры
Футболом начал заниматься в футбольной академии немецкого клуба «Шпайхинген». В 2010 году футболист перебрался в структуру клуба «Ройтлинген 05». В 2011 году футболист проходил просмотр на базе ДФБ, сначала попав в распоряжение немецкой сборной в возрастной категории до 15 лет, а уже в 2012 году получил приглашение в «Фрайбург». В 2015 году футболист продолжил юношескую карьеру в дортмундской «Боруссии», а в 2017 году перебрался в молодёжную команду немецкого клуба «Карлсруэ».

### «Динамо» Бухарест
В начале 2018 года футболист собирался перейти в румынский клуб ЧФР, однако по итогу стал игроком бухарестского «Динамо». Однако сам футболист продолжал выступать в клубе на молодёжном уровне, лишь дважды попав в заявку основной команды за первую половину сезона, но на поле так и не выйдя.

#### Аренда в «Фарул»
В феврале 2019 года футболист на правах арендного соглашения присоединился к румынскому клубу «Фарул» до конца сезона. Дебютировал за клуб 2 марта 2019 года в матче против клуба «Спортул Снагов», выйдя на поле в стартовом составе. Футболист быстро закрепился в стартовом составе клуба. По окончании срока арендного соглашения покинул клуб.

#### Аренда в «Решицу»
Летом 2019 года футболист на правах арендного соглашения перешёл в «Решицу». Дебютировал за клуб 2 августа 2019 года в матче против клуж-напокского клуба «Университатя», выйдя на поле в стартовом составе и отличившись дебютным забитым голом. В феврале 2020 года футболист был отозван из аренды, за первую половину сезона отличившись 2 забитыми голами.

#### Возвращение в «Динамо»
Летом 2020 года футболист присоединился к основной команде бухарестского «Динамо», вместе с которым доигрывал приостановленный сезон. Дебютировал за клуб 2 августа 2020 года в матче против клуба «Волунтари», выйдя на поле в стартовом составе. В следующем сезоне футболист полноценно присоединился к основной команде клуба, в которой смог быстро закрепиться.

### «Эносис»
В августе 2022 года футболист перешёл в кипрский клуб «Эносис». Дебютировал за клуб 4 сентября 2022 года в матче против лимасольского клуба АЕЛ, выйдя на поле в стартовом составе. Футболист быстро смог закрепиться в основной команде клуба, став одним из основных игроков. Дебютный гол за клуб футболист забил 4 марта 2023 года в матче против ларнакского клуба АЕК. По итогу основного этапа чемпионата футболист вместе с клубом отправился в раунд за сохранение прописки, где заняли итоговое шестое место и вылетели во Второй дивизион. По окончании срока действия контракта футболист покинул клуб.

### «Сталь» Мелец
В июне 2023 года футболист перешёл в польскую «Сталь», с которой заключил двухлетний контракт. Дебютировал за клуб 22 июля 2023 года в матче против «Краковии», выйдя на поле в стартовом составе.

## Международная карьера
Начинал международную карьеру футболист в немецких юношеских сборных. В 2018 году футболист стал представлять Румынию на международном уровне, откуда родом его родители, присоединившись к румынской юношеской сборной до 18 лет. Дебютировал за сборную 9 февраля 2018 года в матче против сборной Норвегии. В августе 2018 года футболист получил вызов в юношескую сборную Румынии до 19 лет, за которую дебютировал в товарищеских матчах против сборной Израиля. В ноябре 2018 года вместе со сборной отправился на квалификационные матчи юношеского чемпионата Европы. В ноябре 2021 года получил вызов в молодёжную сборную Румынии, однако так за неё и не дебютировал.